# پردنازات
پردنازات (انگلیسی: Prednazate) ترکیبی از پردنیزولون همی سوکسینات با پرفنازین، یک کورتیکواستروئید گلوکوکورتیکوئید مصنوعی و همچنین آنتی‌سایکوتیک معمولی و آرام‌بخش/آرام‌بخش است.